# Роберт Петровицький
Роберт Петровицький (словац. Róbert Petrovický; 26 жовтня 1973, м. Кошиці, ЧССР) — словацький хокеїст, центральний нападник. 

## Життєпис
Вихованець хокейної школи «Дукла» (Тренчин). Виступав за «Комета» (Брно), «Гартфорд Вейлерс», «Спрингфілд Індіанс» (АХЛ), «Даллас Старс», «Детройт Вайперс» (ІХЛ), «Мічиган К-Вінгс» (ІХЛ), «Сент-Луїс Блюз», «Вустер Айскетс» (АХЛ), «Тампа-Бей Лайтнінг», «Гренд-Репідс Гріффінс» (ІХЛ), «Нью-Йорк Айлендерс», «Чикаго Вулвз» (ІХЛ), МОДО, ХК «Амбрі-Піотта», ХК «Лангнау», «ЦСК Лайонс», ХК «Вітковіце», ХК «Лександс», «Динамо» (Рига), КалПа (Куопіо) та «Дукла» (Тренчин).
У чемпіонатах НХЛ — 208 матчів (27+38), у турнірах Кубка Стенлі — 2 матчі (0+0). В чемпіонатах Швеції — 7 матчів (3+2), у плей-оф — 7 матчів (1+1). В чемпіонатах Чехії — 132 матчі (37+63), у плей-оф — 19 матчі (12+13). В чемпіонатах Швейцарії — 206 матчів (85+109), у плей-оф — 32 матчі (12+15). У чемпіонатах Словаччини — 5 матчів (0+4). В чемпіонатах Фінляндії — 13 матчів (2+5). В чемпіонатах КХЛ — 54 матчі (9+15), у турнірах Кубка Гагаріна — 20 матчів (1+6).
У складі національної збірної Словаччини провів 100 матчів (28 голів); учасник зимових Олімпійських ігор 1994, 1998 і 2002 (16 матчів, 4+8), учасник чемпіонатів світу 1995 (група B), 1996, 2001, 2002 і 2008 (24 матчі, 9+6). У складі молодіжної збірної Чехословаччини учасник чемпіонату світу 1992. У складі юніорської збірної Чехословаччини учасник чемпіонату Європи 1991. 

## Досягнення
- Чемпіон світу (2002)
- Чемпіон Чехословаччини (1992)
- Срібний призер чемпіонату Швейцарії (2005).